# Neumühle (Mitterfels)
Neumühleist ein Gemeindeteil des Marktes Mitterfels im niederbayerischen Landkreis Straubing-Bogen.
Die Einöde  liegt im Tal der Menach fünfhundert Meter abwärts von Talmühle und südlich der Burg.

## Geschichte
Entstanden ist der Ort 1874 durch den Bau eines Wohnhauses mit Mühle an der Menach. 1967 wurde ein kleines Wasserkraftwerk errichtet. Die Mühle wurde bis 1987 betrieben.

### Einwohnerentwicklung
- 1950: 004 Einwohner[3]
- 1961: 003 Einwohner[4]
- 1970: 007 Einwohner[5]
- 1987: 005 Einwohner[1]

## Baudenkmäler
Siehe: Liste der Baudenkmäler in Neumühle

## Umwelt
Neumühle liegt im Landschaftsschutzgebiet Bayerischer Wald.